# Åstorp
Åstorp är en tätort i nordvästra Skåne, till största delen belägen i Åstorps kommun men även inkluderande mindre delar av Ängelholms och Bjuvs kommuner. Åstorpsdelen av tätorten utgör centralort i Åstorps kommun. Åstorp är beläget vid Söderåsens nordvästra sluttning nära den viktiga motorvägen på E4:an.

## Historia

### Administrativa tillhörigheter
Åstorp var och är kyrkby i Björnekulla socken och ingick efter kommunreformen 1862 i Björnekulla landskommun där Åstorps municipalsamhälle inrättades 15 juli 1887. Åstorps köping bildades 1946 genom en ombildning av landskommunen med municipalsamhället. 1952 införlivades Västra Broby landskommun i  köpingskommunen som sedan 1971 uppgick i Åstorps kommun där Åstorp sedan dess är centralort. Bebyggelsen har också med en liten del kommit att expandera in i Ausås socken i Ängelholms kommun.
I kyrkligt hänseende har orten till 2002 hört till Björnekulla församling, därefter till Björnekulla-Västra Broby församling. En mindre del tillhör Strövelstorps församling.
Orten ingick till 1877 i Södra Åsbo tingslag och därefter till 1971 i Södra Åsbo och Bjäre domsagas tingslag. Från 1971 till 2001 ingick Åstorp i Ängelholms domsaga och sedan 2001 ingår orten i Helsingborgs domsaga.

### Befolkningsutveckling
| Befolkningsutvecklingen i Åstorp 1900–2020 | Befolkningsutvecklingen i Åstorp 1900–2020 | Befolkningsutvecklingen i Åstorp 1900–2020 | Befolkningsutvecklingen i Åstorp 1900–2020 | Befolkningsutvecklingen i Åstorp 1900–2020 |
| --- | ------------------------------------------ | ------------------------------------------ | ------------------------------------------ | ------------------------------------------ |
| |                                            |                                            |                                            |                                            |
| År |                                            |                                            | Folkmängd                                  | Areal (ha)                                 |
| 1900 | 1900                                       |                                            | 834                                        | †                                          |
| 1960 | 1960                                       |                                            | 4 305                                      |                                            |
| 1965 | 1965                                       |                                            | 5 415                                      |                                            |
| 1970 | 1970                                       |                                            | 6 412                                      |                                            |
| 1975 | 1975                                       |                                            | 7 437                                      |                                            |
| 1980 | 1980                                       |                                            | 8 103                                      |                                            |
| 1990 | 1990                                       |                                            | 8 326                                      | 609                                        |
| 1995 | 1995                                       |                                            | 8 402                                      | 639                                        |
| 2000 | 2000                                       |                                            | 8 007                                      | 646                                        |
| 2005 | 2005                                       |                                            | 8 514                                      | 658                                        |
| 2010 | 2010                                       |                                            | 9 488                                      | 712                                        |
| 2015 | 2015                                       |                                            | 9 215                                      | 667                                        |
| 2018 | 2018                                       |                                            | 10 589                                     | 777                                        |
| 2020 | 2020                                       |                                            | 9 703                                      | 686                                        |
| Anm.: Sammanvuxen med Nyvång 1975. Björnås utbruten 2015 och från 2020, del av tätorten före 2015 och 2018 † Befolkning runt ett municipalsamhälle 1900. |                                            |                                            |                                            |                                            |

## Samhället
I Åstorp ligger Björnekulla kyrka. Här uppfördes under första världskriget ett av nio spannmålslagerhus, vilka fungerade som beredskapslager för livsmedel. Lagerhuset i Åstorp revs 1999.
Björnekullaskolan, en kommunal högstadieskola, ligger här. Sedan läsåret 2014/2015 är skolan enbart för årskurs 7-9. Skolan har cirka 475 elever. 

### Handel
Handeln i Åstorps centrum har påverkats av etableringen av stormarknader i närbelägna Hyllinge som kom att dominera handeln i kommunen. Åstorp har dock en större Ica-butik i form av Oj! som öppnade på 1980-talet. Den 25 september 2003 etablerade vidare sig Lidl i Åstorp som en av kedjans första butiker i Sverige.
Åstorp hade tidigare en egen konsumentförening som hette Konsumtionsföreningen i Åstorp och bildades den 14 juni 1899. Under 1964 valde den att gå upp i Kooperativa föreningen Svea i Helsingborg. En ny Konsumhall byggdes 1964 i hörnet Skogsgatan-Torggatan. I maj 1979 var Konsum i Åstorp en av de första butikerna att konverteras till Solidars nya koncept K-marknaden. Som en del i Konsum Syds experiment att vissa butiker tas över av enskilda företagare togs driften av butiken i Åstorp över i maj 1993 under namnet City Matmarknad. I juni 1995 tog Konsum Syd åter över driften, men valde att lägga ner vid årets slut varpå kooperationen lämnade Åstorp. Byggnaden skulle senare inhysa mindre butiker och företag.
På området Haganäs vid Ormastorpsgatan fanns tidigare en livsmedelshall som hette Hagahallen. Den utmärkte sig genom åren med frekventa rån och inbrott. I samband med ett rån i mars 2001 brann butiken ner. En ny livsmedelshall byggdes på platsen och Netto öppnade i september 2002 och etablerade sig således i Åstorp. Även Netto rånades flera gånger och valde att lägga ner i maj 2010. Under några månader 2011 fanns en Tempo i lokalen. År 2013 byggdes butikslokalen om för att istället bli kontor för Arbetsförmedlingen.

### Bankväsende
En sparbank för området, Björnekulla och Broby pastorats sparbank, hade grundats 1862 men upphörde 1895. När den nya sparbanken stod under avveckling grundades 1893 en ny, Åstorps sparbank. Den uppgick år 1971 i Åsbo sparbank som senare blev en del av Swedbank.
År 1906 öppnade Skånska Handelsbanken ett kontor i Åstorp. Denna bank uppgick senare i Skandinaviska banken som länge hade ett kontor på orten. Från år 1917 hade även Svenska lantmännens bank ett kontor i Åstorp. Denna bank uppgick i Jordbrukarbanken som år 1928 av regeringen ålades att dra in kontoret i Åstorp.
Den 30 april 2009 stängde SEB kontoret i Åstorp. Därefter fanns Swedbank kvar på orten.

## Kommunikationer
Åstorp är en järnvägsknut. Pågatågen går på Skånebanan mot Helsingborg och Kristianstad samt på Söderåsbanan till Malmö. Fram till 1992 fanns tågtrafik till Höganäs via Skåne–Hallands Järnväg. Spåret till Kattarp finns kvar och är i drift som en avlastningsbana till Västkustbanan. Fram till 1982 bedrevs godstrafik på den sydligaste delen av Skåne–Smålands Järnväg.

## Idrottsföreningar
Åstorps BTK - bordtennis
Åstorps Cykelklubb - mountainbike, landsvägcykling, cykelcross
Åstorps FF – fotboll
Åstorps IK – ishockey, konståkning
Åstorp/Kvidinge IBS – innebandy
Björnekulla BK – brottning

## Kända personer
- Alexander Kačaniklić
- Pelle Svensson